# غارديانز أوف ذا غالاكسي: ذا تايلتيل سيريس
غارديانز أوف ذا غالاكسي (بالإنجليزية: Guardians of the Galaxy: The Telltale Series)‏، هي لعبة فيديو من نوع الفيلم التفاعلي، ولها 5 حلقات، وهي من إنتاج وتطوير تلتيل جيمز ومن نشر شركة مارفيل، صدر الحلقة الأولى في شهر أبريل 2017م، وتعمل لأنظمة بلاي ستيشن 4 وإكس بوكس ون ومايكروسوفت ويندوز. تدعم عدة لغات منها العربية.